# Ferdinand Seibt
Ferdinand Seibt (* 9. Mai 1927 in Strischowitz, tschechisch: Střížovice, Tschechoslowakei, heute in der Gemeinde Snědovice; † 7. April 2003 in München) war ein deutscher Historiker mit den Schwerpunkten Mediävistik und Bohemistik sowie Publizist. Von 1980 bis 2003 war er Vorsitzender des Collegium Carolinum in München.

## Leben und Wirken
Ferdinand Seibt besuchte die Schule in Leitmeritz und wurde 1944 zum Kriegsdienst einberufen. Nach Kriegsende legte er 1946 in Delitzsch das Abitur ab. Ab 1947 studierte er an der Universität München, wo er 1952 über „Die Schrift De nugis curialium. Studien zum Weltbild und zur geistigen Persönlichkeit Walter Maps“ promovierte. 1953 legte er das Staatsexamen für das Höhere Lehramt in den Fächern Deutsch, Geschichte und Erdkunde ab. Anschließend unterrichtete er an Münchner Gymnasien. Mit einer Analyse zur hussitischen Revolution habilitierte er sich 1964 bei Karl Bosl für Mittlere und Neuere Geschichte und wurde im selben Jahr Privatdozent an der Universität München. 1969 erfolgte die Berufung auf den Lehrstuhl für Mittelalterliche Geschichte II (Spätmittelalter) an die Ruhr-Universität Bochum. Ein Schüler Seibts ist der katholische Theologieprofessor Manfred Gerwing, der das Register von Seibts Buch Glanz und Elend des Mittelalters erstellte.
Zu seinen Forschungsbereichen zählten neben der Geschichte der Geschichtswissenschaft, die vergleichende Geschichte des Mittelalters, die böhmische Geschichte sowie die Geschichte Mitteleuropas. Er legte 2002 mit „Die Begründung Europas“ einen „Zwischenbericht über die letzten tausend Jahre“ vor. Damit verfolgt er den Anspruch, „das menschliche Dasein in seiner gegebenen Eigenart in der Form und unter den Lebensumständen unserer, der europäischen Geschichte seit mehr als tausend Jahren zu erkennen und Veränderungen zu erklären“.
Ab 1980 bis zu seinem Tode 2003 war Seibt Vorsitzender des Collegium Carolinum in München und Herausgeber der Zeitschrift Bohemia. Er setzte sich für die Vergangenheitsbewältigung und die Verständigung zwischen Tschechen und Deutschen ein und war in bilateralen Schulkommissionen tätig. Von 1990 bis 2000 war er Mitglied der deutsch-tschechischen Historikerkommission sowie des Koordinierungsrats für das deutsch-tschechische Dialogforum. Für seine Verdienste erhielt er 1990 die „František Palacký“-Plakette, die höchste Auszeichnung der Tschechoslowakischen Akademie der Wissenschaften. Die Karls-Universität Prag verlieh ihm die Ehrendoktorwürde. Zudem war er Träger des Verdienstordens der Tschechischen Republik. Bereits 1981 wurde ihm der Verdienstorden des Großherzogtums Luxemburg verliehen.
Seibt war Ehrenmitglied der katholischen Studentenverbindung K.St.V. Südmark im KV. Aus Anlass seines 75. Geburtstages im Jahre 2002 gab das Collegium Carolinum unter dem Titel „Deutsche, Tschechen, Sudetendeutsche“ eine Festschrift heraus. Sie enthält Seibts Beiträge zu historischen und politischen Themen, deren Spektrum vom Mittelalter bis in die Neuzeit reicht. Das Vorwort enthält eine ausführliche Würdigung von Seibts Bemühungen und Verdiensten um die Verständigung zwischen Deutschen und Tschechen.

## Schriften (Auswahl)
- Bohemia sacra, das Christentum in Böhmen 973–1973. Ecclesia temporalis; ecclesia universalis; ecclesia magistra; ecclesia. Schwann, Düsseldorf 1972, ISBN 3-590-30247-X.
- Revolution in Europa, Ursprung und Wege innerer Gewalt. Strukturen, Elemente, Exempel. Süddeutscher Verlag, München 1984, ISBN 3-7991-6212-7.
- Europa 1400. Die Krise des Spätmittelalters, Klett-Cotta, Stuttgart 1984, ISBN 3-608-91210-X.
- Renaissance in Böhmen, Geschichte, Wissenschaft, Architektur, Plastik, Malerei, Kunsthandwerk. Prestel, München 1985, ISBN 3-7913-0737-1.
- Europa 1500. Integrationsprozesse im Widerstreit. Staaten, Regionen, Personenverbände, Christenheit, Klett-Cotta, Stuttgart 1987, ISBN 3-608-91440-4.
- Karl V. Der Kaiser und die Reformation, Siedler, Berlin 1990, ISBN 3-88680-338-4.
- Von Aufbruch und Utopie. Perspektiven einer neuen Gesellschaftsgeschichte des Mittelalters, Böhlau, Köln 1992, ISBN 3-412-10891-X.
- Böhmen im 19. Jahrhundert, Propyläen, Berlin 1995, ISBN 3-549-05448-3.
- Deutschland und die Tschechen, List, München 1974 (ND 1995), ISBN 3-492-11632-9.
  - tschechisch: Německo a Češi. Dějiny jednoho sousedství uprostřed Evropy, Academia, Praha 1996, ISBN 80-200-0577-3.
- Glanz und Elend des Mittelalters, Siedler, Berlin 1987 (1999), ISBN 3-572-10045-3
- Karl IV. Ein Kaiser in Europa, Süddeutscher Verlag, München 1978 (ND 2000), ISBN 3-423-30767-6
- Das alte böse Lied. Rückblicke auf die deutsche Geschichte 1900 bis 1945, Piper, München 2000 (2001), ISBN 3-492-23457-7
- Utopica. Zukunftsvisionen aus der Vergangenheit, Orbis, München 2001, ISBN 3-572-01238-4.
- Die Begründung Europas, Fischer, Frankfurt am Main 2002, ISBN 3-10-074421-7.